# Уреаплазмоз
Уреаплазмоз — диагноз в российской медицине, свидетельствующий о присутствии уреаплазмы в урогенитальном тракте человека. На международном уровне такой диагноз отсутствует как в медицинских руководствах, так и в научных публикациях. В России одни врачи считают уреаплазмоз болезнью, другие не выделяют его из воспалительных заболеваний мочеполовых путей.

## Описание
Уреаплазмоз описан как заболевание, вызываемое условно-патогенной микрофлорой — микоплазмами видов Ureaplasma urealyticum и Ureaplasma parvum. Но их роль в этиологии и патогенезе заболеваний урогенитального тракта до сих пор не ясна. Среди российских специалистов нет единого мнения, существует ли такая болезнь на самом деле. Уреаплазмы широко распространены (10–80% среди разных групп населения) и часто обнаруживаются у людей, не имеющих клинических симптомов, наряду с Mycoplasma hominis выявляются в гениталиях у 5–20% клинически здоровых людей.
Авторы некоторых работ утверждают, что именно уреаплазмы являются частой причиной неблагоприятных исходов беременности, усугубляют риск преждевременных родов и смерти сильно недоношенных детей, но достоверных данных нет и вопрос о влиянии уреаплазм на репродуктивную функцию человека остается открытым.
Согласно мировым стандартам, в случае уретрита или цистита обследоваться на уреаплазмы и лечить их не нужно, поскольку лечение уретрита и цистита включает препараты, к которым чувствительны уреаплазмы. Согласно российским рекомендациям, обследоваться на уреаплазмы нужно только при наличии подтверждённого при микроскопии воспаления на слизистой влагалища или шейки матки, а лечиться от них нужно только в случае концентрации уреаплазм выше 104 КОЕ/мл, а другие причины воспаления не обнаружены. При этом нет научных данных о том, что концентрация 104 КОЕ/мл является границей патогенности.

## Статус
Диагноз «уреаплазмоз» отсутствует в Международной классификации болезней 10-го пересмотра (МКБ-10, 1998 год).
На 2006 год специалисты ВОЗ определяют только Ureaplasma urealyticum как потенциальный возбудитель уретритов у мужчин, а у женщин его же лишь как возможно потенциальный возбудитель воспалительных заболеваний органов малого таза.
На 2010 год по данным экспертов CDC США доказательства того, что генитальные уреаплазмы вызывают воспалительные процессы мочеполовой системы, отсутствуют (из всего семейства Mycoplasmataceae такие доказательство имеются только для Mycoplasma genitalium из рода микоплазм).
Инфекции, вызванные в том числе разными микоплазмами и уреаплазмами, относятся к классификации «A63.8 – Другие уточненные заболевания, передающиеся преимущественно половым путем» МКБ-10.
Согласно отечественным клиническим рекомендациям, к заболеваниям, вызываемым уреаплазмами, относятся только уретрит, цервицит, вагинит и цистит.

## Лечение
Как и вопрос о патогенности, так и вопрос о необходимости уничтожения уреаплазм в урогенитальном тракте остаётся открытым.
Для элиминации уреаплазм используют противобактериальные препараты (антибиотики). Уреаплазмы наиболее чувствительны к доксициклину и кларитромицину, полностью устойчивы к β-лактамным антибиотикам (пенициллинам и цефалоспоринам).
Лечение условно-патогенной микрофлоры у здоровых людей чревато появлением антибиотикорезистентных микроорганизмов. В последние годы стали относительно часто встречаться уреаплазмы, резистентные к антибиотикам (тетрациклину, эритромицину, спирамицину и ципрофлоксацину).